# 조희 (조위)
조희(曹羲, ? ~ 249년)는 삼국 시대 위나라의 정치가로, 위나라의 대신이자 대장군(大將軍) 조진(曹眞)의 아들이며 조상(曹爽)의 동생이다.

## 생애
231년 조진이 중병에 빠져 죽자 형 조상이 후사를 이었으며, 조예(曹叡)는 조서를 내려 조희를 포함한 조진의 다섯 아들을 모두 열후(列侯)에 봉했다.
239년 조예가 죽고 조방(曹芳)이 즉위하자 조상이 정권을 잡게 되었으며, 사마의(司馬懿)를 태부(太傅)로 임명하여 병권을 장악해 일족인 하안(何晏)을 중심으로 자신의 측근이 요직에 앉도록 했다. 조희 또한 중령군(中領軍)에 임명되었다.
이에 사마의는 두문불출하며 노쇠를 가장한 연기를 하였고, 이에 조상은 안심하고 번번이 사냥을 개최하여 조희는 환범(桓範)과 함께 조상에게 간언을 했으나 조상은 이를 듣지 않았다. 또한 부하(傅嘏)가 조희에게 하안을 중용하지 말 것을 충고하였으나, 조희는 별다른 조치를 취하지 않아 오히려 하안은 부하를 파면시켰다.
249년 조상이 사마의의 쿠데타로 병권 싸움에서 밀려난 후, 사마의에 의해 다른 조상의 가족들과 함께 처형당했다.